# Bolero & Company
Bolero & Company Ltd (груз. შპს ბოლერო და კომპანია) — компанія, яка є частиною найбільшої в Грузії промислово-торгової групи підприємств, куди також входять компанії ТОВ «Грузвінпром», ТОВ «К і Грузинський спирт», ТОВ «Універсал спирт», а також складський термінал у вільній промисловій зоні порту міста Поті. Значна частина доходу компанії формується шляхом реалізації продукції на російському ринку. Власник компанії має громадянство Росії.
У листопаді 2023 року НАЗК внесло компанію до переліку міжнародних спонсорів війни. Причиною стало те, що компанія продовжила роботу на ринку Росії після російського повномасштабного вторгнення в Україну.